# Ксилоглюканэндотрансгликозилаза
Ксилоглюканэндотрансгликозилаза (XET) (от англ. Xyloglucan endotransglucosylase) — апопластический фермент, обнаруженный практически у всех представителей царства растения. Он осуществляет реакцию трансгликозилирования ксилогюканов, при котором одна цепочка ксилоглюкана расщепляется, а затем снова присоединяется к нередуцирующему концу другого ксилоглюкана.

## Функции
XET способствует росту клеток растяжением, разрушая ксилоглюкановые сшивки между микрофибриллами целлюлозы, а затем перестраивая их. Разрушение ксилоглюкановых сшивок между микрофибриллами целлюлозы делает клеточную стенку более рыхлой, в результате чего она растягивается под воздействием входящей в клетку воды. Запуск активного синтеза XET происходит под воздействием брассиностероидов.